# Schwarzer Trauerfalter
Der  Schwarze Trauerfalter  (Neptis rivularis) ist ein Schmetterling (Tagfalter) aus der Familie der Edelfalter (Nymphalidae).

## Merkmale

### Imago
Die Falter erreichen eine Flügelspannweite von 45 bis 55 Millimetern. Die Flügeloberseite der Vorderflügel ist schwarz oder schwarzbraun gefärbt, mit einer Binde aus weißen Flecken. Ein oder mehrere kleinere weiße Flecken finden sich außerdem zwischen der Binde und der Flügelwurzel. Der äußerste Flügelsaum ist schmal und von weißer Farbe. Die Unterseite ist rostbraun und zeigt ansonsten die gleichen weißen Zeichnungen wie die Oberseite. Die Flügeloberseite der Hinterflügel ist ebenfalls schwarz oder schwarzbraun gefärbt, außen weiß gesäumt mit einer halbkreisförmigen, breiten, weißen Binde, die nur durch die dunklen Adern durchbrochen wird. Die Unterseite ist rostbraun und zeigt wiederum die weiße Zeichnung der Oberseite, wobei die weiße Binde schwarz umrandet ist.

### Ei
Die Eier des Schwarzen Trauerfalters haben ein fingerhutförmiges Aussehen.

### Raupe
Die Raupe ist bräunlich gefärbt, hat eine undeutliche helle Rückenlinie und mehrere Höcker. An den Seiten befinden sich dunkelbraune Schrägstriche, die hell gerändert sind, sowie ein gelblicher Längsstrich.

### Puppe
Die Puppe ist meist hellbraun gefärbt, gedrungen, seitlich ausladend, wobei sich die späteren Flügel deutlich abzeichnen. Am vorderen Ende befinden sich zwei kleine Spitzen.

## Synonyme
- (Neptis lucilla Denis & Schiffermüller 1775)[1]

## Ähnliche Arten
- Blauschwarzer Eisvogel (Limenitis reducta)
- Kleiner Eisvogel (Limenitis camilla)
- Schwarzbrauner Trauerfalter (Neptis sappho)

## Vorkommen
Der Schwarze Trauerfalter kommt in Mitteleuropa in den Ostalpen, Teilen der Südschweiz, in Österreich und weiter südöstlich vor, wo das Verbreitungsgebiet ausgedehnter wird, so zum Beispiel in Rumänien und Ungarn, was auch zu dem englischen Namen Hungarian Glider führte. Die weitere Verbreitung erstreckt sich über Russland und China bis nach Japan. Die Art lebt bevorzugt in lichten Laubwäldern und Bachschluchten, aber auch in Park- und Gartengebieten kommt sie vor.

## Lebensweise
Die Falter saugen selten an Blüten, sondern in erster Linie an feuchten Bodenstellen und Exkrementen. Sie fliegen langsam und schwebend. Die Weibchen legen die Eier einzeln auf den Blättern der Futterpflanzen ab. Die jungen Raupen fressen die Blätter von der Blattspitze her. Während der Ruhephasen versteckt sich die Raupe während des Sommers zum Schutz in einem zusammengerollten Blatt. Zur Überwinterung wird ein festeres Hibernarium – ein Gehäuse aus verwelkten Blättern und Spinnfäden – angelegt. Die Puppe hängt als Stürzpuppe an Zweigen der Futterpflanze.

### Nahrung der Raupen
Die Raupen ernähren sich vor allem von den Blättern von Wald-Geißbart (Aruncus dioicus), Echtem Mädesüß (Filipendula ulmaria) und verschiedenen Spiersträucher-Arten (Spiraea).

### Flug- und Raupenzeiten
Die Falter fliegen in einer Generation überwiegend im Juni und Juli. Die Raupen findet man ab August und nach der Überwinterung bis zum Mai des folgenden Jahres.

## Gefährdung und Schutz
Die Art wird in der Roten Liste gefährdeter Tiere Österreichs in Kategorie 3 (gefährdet) geführt.